# Вуховертка прибережна
Вуховертка прибережна (Labidura riparia) — вид щипавок, поширений по всій Землі, переважно в субтропічних та тропічних регіонах. Поширена лабораторна модель для вивчення поведінки та фізіології комах.

## Опис
Тіло світло-жовте, червонувате, іноді буре. На передньоспинці та надкрилах розташовані 2 темно-бурі поздовжні смуги. Крила іноді повністю приховані під надкрилами. Середина черевця також темніша, бура. Довжина тіла самців досягає 2,6 см, самиці дрібніші, до 2,2 см.
Ноги світло-жовті, 2-й членик лапки простий, циліндричний, не ширший 3-го членика. 
Останній тергіт черевця з волосками, підігнутий донизу, утворює лопать поміж кліщів. Кліщі довгі, розміром близько 3-5 мм у довжину, в самця симетричні, майже прямі, мають зубець посередині внутрішнього краю.
Самці бувають двох морф: дрібної, подібної за розмірами до самиць, та великої, з потужними клішнями.
Антени з 25-35 члеників. Довжина антен складає близько 12 мм.

## Генетика та фізіологія
Хромосомний набір вуховертки прибережної складає 5 пар автосом, а також 2 X-хромосоми в самиць та X- і Y-хромосоми в самців. У деяких працях помилково вказується набір 2n=14, але це пов'язано з невірним визначенням виду.
В основі антен знаходиться спеціальний мускульний орган, який помпує гемолімфу до антени.
Самці вуховертки прибережної мають два пеніси, при цьому для запліднення самиці вони використовують зазвичай лише один правий.

## Спосіб життя
Зустрічаються у вологих місцинах, поблизу води, на берегах річок.
Вуховертку прибережну з 1970-х років успішно розводять в лабораторіях, через що вдалося встановити багато особливостей їхньої фізіології та онтогенезу. В лабораторних умовах ембріональний розвиток від відкладки яйця до вилуплення личинки триває близько 8 діб, розвиток личинки проходить за приблизно 33 дні, причому самиці та дрібні самці проходять через 5 линянь, а великі самці линяють 6 разів. Середня тривалість життя дорослої особини в лабораторії становить 114 діб.
Самиці охороняють гніздо з яйцями та годують новонароджених личинок впровдовж 2-5 діб після вилуплення. Самиця вирушає на пошуки їжі, а потім знаходить гніздо за залишеним слідом феромонів.
Щипавки цього виду захищаються від хижаків, виділяючи зі слинних залоз суміш пахучих речовин, яка містить сірковмісні речовини, зокрема диметилсульфоксид. Їхній запах нагадує випаровування мертвих тварин та відлякує хребетних хижаків.
Вуховертки прибережні є хижаками, поїдають різноманітних дрібних комах та інших безхребетних, зокрема гусениць та лялечки совок Spodoptera littoralis, Chrysodeixis includens, Helicoverpa armigera, Chrysodeixis chalcites, Spodoptera exempta і Spodoptera litura, вогнівкових Ostrinia furnacalis, Crocidolomia binotalis і Chilo suppressalis, молі капустяної з серпокрилих солей (група Yponomeutoidea), попелицю Rhopalosiphum maidis, цикадку Peregrinus maidis та інших.
Цих комах вражає паразитичний гриб Filariomyces forficulae.